# Dikraneura straminea
Dikraneura straminea är en insektsart som först beskrevs av William Lucas Distant 1918.  Dikraneura straminea ingår i släktet Dikraneura och familjen dvärgstritar. Inga underarter finns listade i Catalogue of Life.